# Echyra tsaratanensis
Echyra tsaratanensis är en skalbaggsart som beskrevs av Marc Lacroix 1997. Echyra tsaratanensis ingår i släktet Echyra och familjen Melolonthidae. Inga underarter finns listade i Catalogue of Life.